# L'Armia Krajowa et les V-1 et V-2
Mis à part les opérations militaires, l’armée de l'intérieur polonaise (Armia Krajowa - AK) fut également fortement impliquée dans le renseignement, dont le renseignement sur le programme allemand Wunderwaffe, programme de développement de la bombe volante V-1 et du missile V-2. Le renseignement britannique reçut, en 1943, le premier rapport polonais concernant le développement de ces armes à Peenemünde.

## Premiers rapports

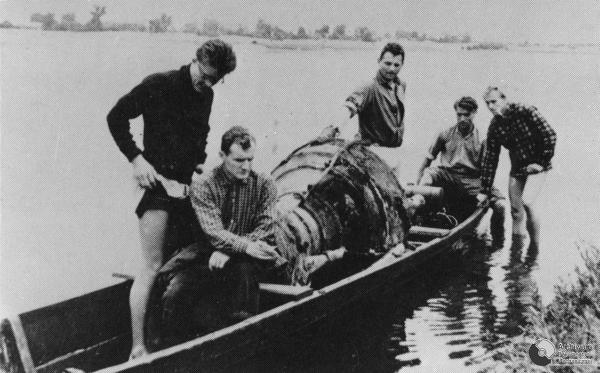
Morceau d'une fusée V-2 récupéré dans la rivière Bug après la guerre.

À l'été de 1941, le service de renseignement de l'armée de l’intérieur commença à recevoir des rapports de ses unités sur le terrain qui concernait un certain type d‘essais secrets menés par les Allemands sur l'île d'Usedom en mer Baltique. Un «Bureau» spécial fut constitué au sein du groupe de renseignement "Lombard", chargé de l'espionnage à l'intérieur du 3e Reich et des zones polonaises annexées à partir de 1939, d'étudier la question et de coordonner les futures actions. L’expertise de scientifiques spécialisés fut apportée au groupe par l'ingénieur Antoni Kocjan, dit "Korona", un constructeur de planeur avant-guerre de renom. En outre, dans le cadre de leurs opérations, le « Bureau » réussit à recruter un anti-nazi autrichien, Roman Traeger (T-As2), qui servait en tant que sous-officier dans la Wehrmacht et qui était posté sur Usedom. Trager fournit à l'AK des informations plus détaillées sur les "torpilles volantes" et identifia Peenemünde sur Usedom comme le site des essais. L'information obtenue permit le premier rapport de l'AK au Royaume-Uni qui fut prétendument écrit par Jerzy Chmielewski, dit « Rafal », qui était chargé du traitement des rapports économiques obtenu par le groupe « Lombard ».

## Opération Most III

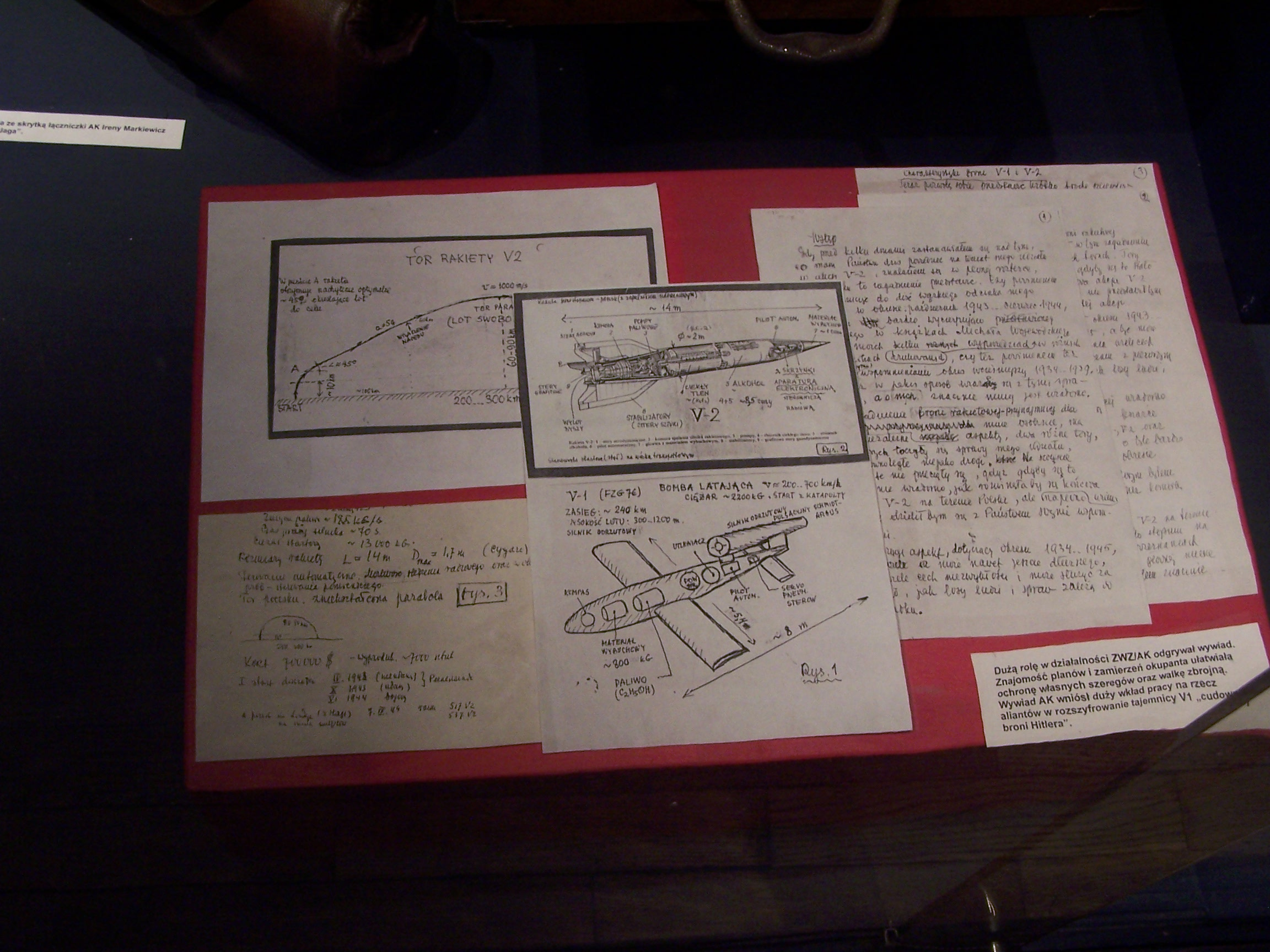
Rapports de renseignement sur le V-1 et V-2

Après que les essais en vol V-2 aient commencé près du village de Blizna, au sud de Mielec (le premier lancement à partir Mielec fut effectué le 5 novembre, 1943), l'AK avait une occasion unique de recueillir plus d'informations et d'intercepter des morceaux des fusées d'essai (qui pour la plupart n'explosèrent pas).
L'AK localisa rapidement le nouveau terrain d'essai à Blizna grâce aux rapports des agriculteurs locaux et aux unités sur le terrain de l’AK, qui réussirent à obtenir leurs propres morceaux de fusées tirées, en arrivant sur place avant les patrouilles allemandes. À la fin de 1943, en coopération avec le renseignement britannique, un plan fut mis sur pied pour tenter de s’emparer de l’ensemble d’une fusée V-2 non explosée et de la transporter en Grande-Bretagne.
À l'époque, l'opinion au sein du renseignement britannique était divisée. Un groupe avait tendance à croire les comptes rendus et les rapports de l’AK, tandis que l'autre était très sceptique et faisait valoir qu'il était impossible de lancer une fusée de la taille indiquée par l'AK en utilisant n'importe quel carburant connu. Ensuite, au début de mars 1944, le siège du renseignement britannique reçut un rapport d'un travailleur polonais clandestin (nom de code "Makary") qui avait rampé jusqu'à la ligne de chemin de fer de Blizna et avait vu, sur un wagon plat fortement gardé par des troupes SS, « un objet qui, bien que couvert par une bâche, ressemblait à une torpille monstrueuse ». Le renseignement polonais informa également les Britanniques sur l'utilisation d'oxygène liquide dans un rapport radio du 12 juin 1944. Certains experts au sein des deux services de renseignement, britanniques et polonais, comprirent rapidement que connaitre la nature du combustible utilisé par les fusées était essentiel et, par conséquent, de la nécessité à obtenir un exemplaire en état de fonctionner.
D’avril 1944, de nombreuses fusées d’essai tombaient près du village de Sarnaki, à proximité de la rivière Bug, au sud de Siemiatycze. Le nombre de pièces recueillies par le renseignement polonais augmenta. Elles furent alors analysées par les scientifiques polonais à Varsovie. Selon certains rapports, vers le 20 mai 1944, une fusée V-2 en relativement bon état était tombée sur la rive marécageuse de la Bug près de Sarnaki et les Polonais de la région réussirent à la cacher avant l'arrivée des Allemands. Par la suite, la fusée fut démantelée et transporté en secret à travers la Pologne. L’opération Most III permit de transporter secrètement les morceaux de la fusée hors de la Pologne pour analyse par le renseignement britannique.

## Impact sur le cours de la guerre
Alors que la connaissance précoce d'une fusée par l’AK était un exploit en termes de renseignement pur, cela ne se traduisit pas nécessairement par des résultats significatifs sur le terrain. D'autre part, l'AK alerta les Britanniques sur les dangers posés par les deux modèles de missiles, qui les conduit à allouer plus de ressources pour bombarder les centres de production et les sites de lancement et donc diminua les destructions éventuelles causé par eux. En outre, le bombardement lors de l’opération Hydra sur Peenemünde, prétendument réalisée sur la base de renseignements de l'Armée de l’intérieur, ne retarda le V-2 que de six à huit semaines.